# مونك مونتجومري
مونك مونتجومري (بالإنجليزية: Monk Montgomery)‏ هو عازف جاز وملحن أمريكي، ولد في 10 أكتوبر 1921 في إنديانابوليس في الولايات المتحدة، وتوفي في 20 مايو 1982 في لاس فيغاس في الولايات المتحدة بسبب سرطان.

## وصلات خارجية
- مونك مونتجومري على موقع ميوزك برينز (الإنجليزية)
- مونك مونتجومري على موقع أول ميوزيك (الإنجليزية)
- مونك مونتجومري على موقع ديسكوغز (الإنجليزية)